# Enrico Mariotti (criminale)
Enrico Mariotti (Roma, 27 gennaio 1940) è un criminale italiano noto come membro della Banda della Magliana, particolarmente noto per essere stato la talpa del rapimento Grazioli.

## Biografia
Nato a Roma, svolse per diversi anni l'attività di meccanico amatoriale. Strinse amicizia con il figlio del duca Massimiliani Grazioli, era proprietario o gestore di una sala corse a Roma e una sala corse a Ostia.

## Il rapimento del duca
Fu proprio Mariotti che, la sera del 7 novembre 1977, consegnò di fatto il duca Massimiliano Grazioli ai rapitori. 
Secondo una deposizione del pentito Abbatino, i fatti si svolsero in questa maniera:
(Interrogatorio di Maurizio Abbatino del 25 novembre 1992)
Il duca, successivamente, venne rinchiuso in un appartamento di Primavalle dove iniziò la prigionia.
Come se nulla fosse, Mariotti, dopo il sequestro, frequentò assiduamente palazzo Grazioli, arrivando addirittura a fornire alla famiglia un tecnologico apparecchio in grado di registrare le telefonate dei rapitori. All'inizio del 1978 la famiglia cominciò a sospettare che ci fosse una talpa, e a identificarla in Mariotti. Così, il figlio Giulio contattò i carabinieri, i quali però arrestarono un omonimo, con precedenti penali.
Prima della conclusione del sequestro, Mariotti fuggì all'estero, ma rimase in contatto con Giulio Grazioli, negando ogni tipo di accusa.
Tornato in Italia qualche anno dopo, ricominciò ad occuparsi di attività delle sale corse, oramai scagionato dalle accuse.
Nel 1992 tuttavia, in seguito alle dichiarazioni di Abbatino, il processo per la morte del duca venne riaperto, così Mariotti si diede alla latitanza a Londra.
Nel 1995 fu condannato a 26 anni di carcere e nel 2007 fu estradato e riportato in Italia.